# Panzerbrigade 108
De Duitse Panzerbrigade 108  was een Duitse Panzerbrigade van de Wehrmacht tijdens de Tweede Wereldoorlog. De brigade kwam in actie in de Eifel, het Reichswald en bij Aken. 

## Krijgsgeschiedenis

### Oprichting
Panzerbrigade 108 werd opgericht op 24 juli 1944 in Wehrkreis XIII op Oefenterrein Grafenwöhr. De staf en deel van de brigade-eenheden ontstond uit de regimentsstaf van Panzerregiment 39 (van de 17e Panzerdivisie). De Panzerabteilung en het Panzergrenadierbataljon werden uit reserve-eenheden opgericht.

### Inzet
Hoewel de brigade nog niet klaar was, werd deze op 16 september vanaf Grafenwöhr op transport gezet naar de Eifel. De reden was het feit dat Amerikaanse tanktroepen op 14 en 15 september 1944 de Westwall in het gebied ten noordwesten van Bitburg – Wallendorf waren binnengedrongen. De brigade werd op 19 september 1944 gelost in het gebied Manderscheid – Daun. De brigade werd gelost en lanceerde onmiddellijk een tegenaanval. In samenwerking met Panzerkampfgruppe Hauser van de Panzer-Lehr-Division brak de brigade door de smalle, ongeveer 7 tot 8 km diepe aanvalswig in het gebied ten westen van Bitburg en gooide de Amerikanen terug achter de Westwall. De brigade werd de volgende dag weer verzameld om verplaatst te worden naar de Elzas, maar in plaats daarvan volgde een transport naar het noorden, naar het Reichswald om in actie te komen tegen Operatie Market Garden. Vanaf 22 en 23 september 1944 werd de brigade ingezet in het Reichswald, in het gebied ten westen van Kleef. Nadat de tegenaanval ten zuidoosten van Arnhem was gestopt, volgde er een defensieve slag in het gebied Aken – Würselen, van 6 tot 12 oktober 1944, waarvoor de brigade werd genoemd in het dagelijkse Wehrmacht-rapport. De brigade viel hier aan in samenwerking met de 116e Panzerdivisie en slaagde erin om Würselen opnieuw te veroveren en te bezetten. Het opperbevel van Heeresgruppe B had ook opdracht gegeven de brigade in deze divisie te voegen. Door onmiddellijke en hevige tegenaanvallen door de Amerikanen werden delen van de brigade de volgende dagen door sterke gemechaniseerde eenheden in Würselen ingesloten. Na een uitbraak met zware verliezen werd de brigade uit het front gehaald.

### Einde
Panzerbrigade 108 werd op 30 oktober 1944 opgeheven. De brigadestaf werd weer regimentsstaf Panzerregiment 39, de Panzerabteilung werd gebruikt om Panzerregiment Coburg op te stellen en het panzergrenadiersbataljon werd ingevoegd in de 116e Panzerdivisie. Delen van de staf werden ook gebruikt om de staf van Panzerbrigade 150 op te richten.

### Slagorde
- Panzerabteilung 2108 met 4 compagnieën (3 Panther tank compagnieën (40 stuks), 1 Jagdpanzer IV compagnie (11 stuks))
- Panzergrenadierbataljon 2108 met 5 compagnieën
- Brigade-eenheden met nummer 2108

## Commandanten
| Rang           | Naam                        | Begin           | Eind            |
| -------------- | --------------------------- | --------------- | --------------- |
| Oberstleutnant | Friedrich-Heinrich Musculus | 2 augustus 1944 | 22 oktober 1944 |